# Ady Endre újságírói munkássága
Ady Endre a magyar sajtótörténet kiemelkedő alakja. Előbb volt jelentős újságíró, mint jelentős költő. Érettségitől kezdve jelentek meg cikkei, versei. Írt a debreceni Főiskolai Lapokba, a kormánypárti Debreceni Hírlapba, majd a függetlenségi, ellenzéki Debrecenbe. Hamarosan a nagyváradi Szabadsághoz került, és másfél év után már a Nagyváradi Naplónál volt szerkesztő. Dolgozott a Budapesti Hírlapnál is. 1905-től a Budapesti Napló munkatársa volt. Gyakran írt a Pesti Naplóba, a Jövendőbe, a Világba és a Népszavába. A Nyugat elsősorban verseit közölte, de kritikái is megjelentek.
Publicisztikája magával ragadó, új nyelvet teremtő, vívódó, önstilizáló, ellenállhatatlan volt. A szubjektivitás, a publicisztika, mint a magánsérelmek megtorlásának eszköze, harcias, kötekedő. Szuggesztíven tudott elfogult lenni, a patetikus demagógia szentesítője. A későbbi újságírók mind próbálták utánozni.
Ady tudatosan tört előre az irodalom újításában. Lelke elvágyódott innen, szíve megszakadt, hogy más európai országban mind az végbe ment már az irodalomban, amit ő itthon próbál forradalmi újításokkal véghezvinni. Egyszerre siratta és egyszerre újította Magyarország irodalmát. „Nyomorúságosnak éreztem itthon az életet, s már régen is nem vagyok én itthon. Nem is akarok hazakerülni sokáig. Egyazon erő űz el a Duna tájáról, ami a magyar parasztot. Menni, menni akárhova, mert itthon rossz…”- írta 1906-ban.

## A Nagyváradi Naplónál
Nagyvárad ebben a korban pezsgő szellemi és kulturális élettel rendelkezett. A nagyváradi szellemi élet meghatározó alakjai: Krúdy Gyula, Ady Endre, Bíró Lajos, Nagy Endre. Ezek a fiatalok határozták meg, a szabad megnyilatkozásnak jogát, és az örök újítás szellemét. Ady publicisztikája itt léte alatt nagyon gazdag volt. Nagyváradot egyenesen Debrecen elé helyezte, ezzel nagy port kavarva. Nem akarta Váradon leélni az életét, de tudta, hogy jövőjét itt alapozza meg: „…Nagyváradot, kedves, különös, városomat akartam, sőt még ma is akarom regényhőssé tenni, s megírni azt, hogyan gyűrte le a… polgárság az uralkodó, már figurában is hanyatló dzsentrit. Ott voltam, illetve úgy képzeltem, hogy ezt a fölséges processzust közelről látom, s a becsületes hívők hitével vallottam, hogy ami Nagyváradon történik, kicsiben, eleve és jelképesen egész Magyarország sorsa.”	
Az első modern nagyváradi újság 1862 szeptemberében jelent meg Bihar címmel. A lap szerkesztője Győrffy Gyula volt. A hivatalos újságírás Nagyváradon 1868-ban indult meg a Nagyváradi Lapok című újsággal, Rádl Ödön szerkesztette. 1871-ben jelent meg a Biharmegyei Közlöny, majd 1874-ben a Szabadság című napilap, első szerkesztője Dús László volt. 1895-től Krúdy Gyula is a lapnál dolgozott, mint újságíró. 1900-tól pedig Ady Endre érkezett a laphoz. Fehér Dezső elindította a Nagyváradi Naplót. 1901-től Ady Endre lett a segédszerkesztője.
Egykori, kiemelkedő nagyváradi publicisták: Rádl Ödön, Ritoók Zsigmond, Márkus László, Hlatky Endre, Fehér Dezső, Hegedűs Nándor, Várady Zsigmond, Iványi Ödön és Thury Zoltán, később Ady Endre, Balázs Béla, Bíró Lajos, Dutka Ákos, Emőd Tamás, Juhász Gyula, Nagy Endre, Somlyó Zoltán.
Adynak élete Debrecenben csak züllött és valahogy nem tudott sem az adósságból, sem a nyomorból kilábalni. Tulajdonképpen Nagyváradra érkezése megmentette életét. Ady Endre érkezését örömmel fogadták a lapnál és hamar beilleszkedett a csapatba. Bíró Lajossal került szorosabb baráti kapcsolatba, bár Ady nem tudta feladni addigi életét, az éjszakázást, a kocsmázást, Bíró pedig ezt az életvitelt nem vette fel.
A Nagyváradi Naplót Fehér Dezső indította el 1898. október 1-jén, azzal a céllal, hogy legyen egy teljesen független demokrata újság, a megújulásnak radikális szócsöve. Ady Endre stílusa tökéletesen beleillett a lap arculatába. A lapot 1935-ig Fehér Dezső szerkesztette, később Hilf Lászlóval együtt, majd Kunda Andor a lap megszűnéséig. 1934-től 1940-ig a lap címe csak Napló, a helységnevek cenzúratilalma miatt. Megfordult a lapnál Ady Endre, Babits Mihály, Dutka Ákos, Emőd Tamás, Juhász Gyula, Kosztolányi Dezső, Szabó Lőrinc, Szép Ernő, Heltai Jenő, Karinthy Frigyes, Krúdy Gyula, Molnár Ferenc, Móricz Zsigmond. A lap 1940. szeptember 7-én szűnt meg.
Ady Endre 1901. május 12-től a Nagyváradi Napló szerkesztőségének a tagja. 1903-ban indult Párizsba. Ady meghatározó szerepet töltött be a lap életében. Halála után is folyamatosan jelen volt az Ady-kultusz. Folyamatosan jelentek meg riportok, cikkek, Adyhoz kapcsolható események, könyvek. Ady cikkei lírai jellegűek. Adynál nem létezik tárgyilagosság, közömbösség, semlegesség, e helyett szenvedély, pártos állásfoglalások. Soha nem titkolta véleményét, bátran vállalta. Szubjektivitása mind politikai, társadalmi szempontból helytálló és mindig jogos ítéletet alkotott. Minden vágya a forradalmi átalakulás volt. Azért írt, hogy kritizáljon, irányítson, javítson, forradalmasítson.
„Az újságíró Ady kritikája a magyar társadalomról lesújtó. Kíméletlen, kegyetlen, megsemmisítő. Adynál nincs pardon. Minden szava támadás, minden sora harc. Ezért szerfölött izgalmasak írásai.” (Ady 1977, Bölöni)